# Hoy le toca a mi mujer
Hoy le toca a mi mujer es una película Comedia argentina, estrenada el 6 de septiembre de 1973.

## Argumento
A raíz de la infidelidad del marido, un matrimonio maduro se enfrenta a la separación. Pero su hija, en complicidad con el novio y el padre traman un plan para amigarlos.

## Reparto
- Luis Sandrini ... Julián Batarini
- Malvina Pastorino ... Nélida
- Mercedes Carreras ... Stella Maris
- Jorge Porcel ... Ireneo
- Ricardo Morán ... Raúl Berrotarán
- Cristina Lemercier ... Bebecha
- Edith Boado ... Yolanda Ferro
- Guido Gorgatti ... Agente de policía
- Nya Quesada ... Laura (empleada doméstica)